# Leon Dudrewicz
Leon Aleksander Dudrewicz (ur. 20 lutego 1839 w Warszawie, zm. 11 maja 1905 tamże) – polski lekarz pediatra i antropolog, współzałożyciel i ordynator szpitala dla dzieci w Warszawie. 

## Życiorys
Najmłodszy syn Jana, polskiego lekarza pediatry i Matyldy z domu Carnée. Brat Ignacego – prałata kapituły kolegiackiej łowickiej i kapituły metropolitalnej warszawskiej oraz Władysława polskiego chemika. Stracił matkę w wieku 4 lat. 
Gimnazjum realne ukończył w 1856 w Warszawie. Po studiach na Wydziale Lekarskim w Moskwie i otrzymaniu w 1861 dyplomu lekarskiego objął rządową posadę lekarza pałaców carskich. W 1863 uzyskał stopień doktora medycyny, po czym opuścił posadę rządową w Moskwie i w 1864  powrócił do kraju, osiedlając się w Kałuszynie, gdzie podjął pracę jako lekarz miejski. Później na stałe zamieszkał w Warszawie. W 1875 roku objął stanowisko ordynatora w pierwszym warszawskim szpitalu dla dzieci, którego był współinicjatorem. 
Prowadził pierwsze badania dzieci w Polsce pod względem antropologicznym. Był autorem prac naukowych z dziedziny pediatrii i antropologii, m.in. Pomiarów antropologicznych dzieci warszawskich (Kraków, 1881). Przełożył na język polski rozprawę Siebolda: O Ainosach wyspy Jesso (Warszawa, 1883). Wyniki prowadzonych badań publikował w „Zdrowiu“, „Pamiętniku Fizjograficznym“ i „Zbiorze Wiadomości do Antropologii Krajowej“. Od 1882 był zaangażowany w prace Komisji Antropologicznej Akademii Umiejętności. 
Zgromadził duże zbiory antropologiczno-archeologiczne, które w 1884 ofiarował Towarzystwu Lekarskiemu Warszawskiemu. We wrześniu 1879 na prośbę  znajomego lekarza Leona Nenckiego rozkopał na terenie wsi Sikucin cmentarzysko kultury łużyckiej wyniki opublikował w artykule Cmentarzysko ciałopalne w Sikucinie w „Wiadomościach Archeologicznych“.